# 松本幸四郎 (初代)

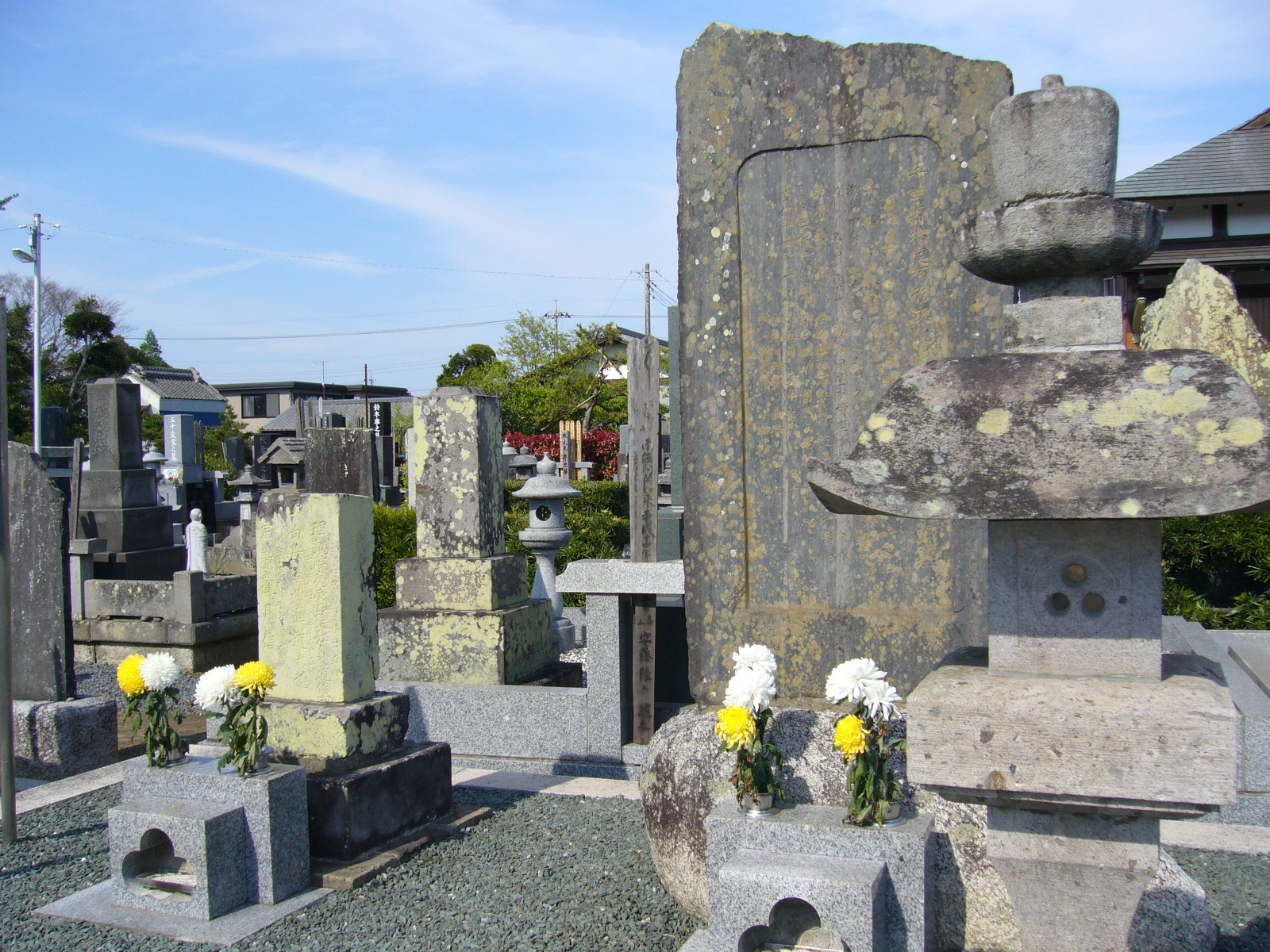
初代松本幸四郎の墓（千葉県香取市・善光寺）

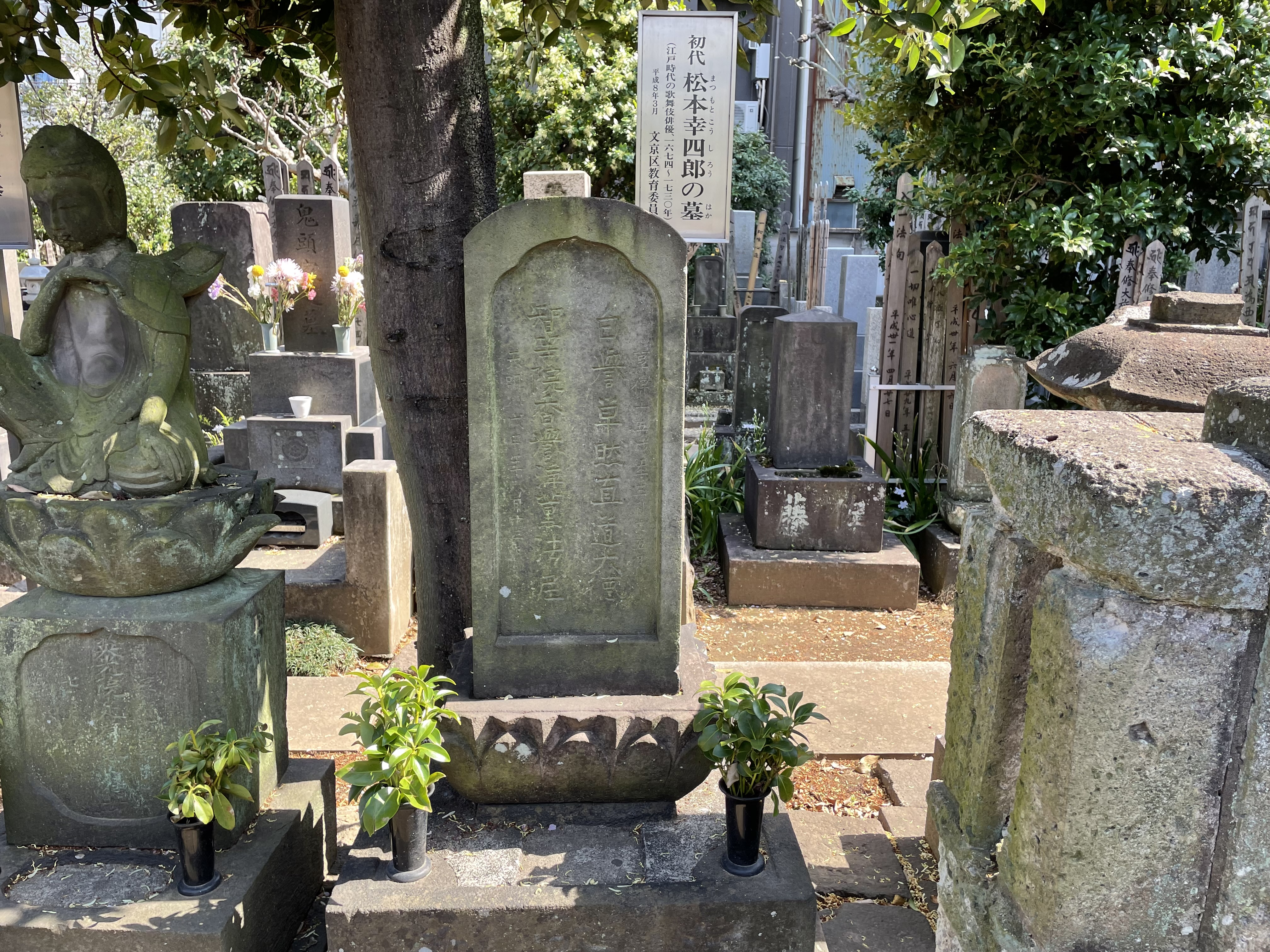
初代松本幸四郎の墓（東京都文京区・栄松院）

初代 松本 幸四郎（しょだい まつもと こうしろう、延宝2年（1674年） - 享保15年3月25日（1730年5月11日））は、江戸時代中期の歌舞伎役者。屋号は大和屋。
下総国香取郡小見川（現在の千葉県香取市）の島田家に生まれ、10歳の時に佐原の小間物屋「高麗屋」に奉公に出た。元禄年間に江戸の久松多四郎に入門し、幼名から「久松小四郎」と名乗り女形を務めていた。後に「松は霜雪に操を変えず、本は本心の本の字」として、松本姓に改め立役となる。享保元年（1716年）、徳川吉宗が征夷大将軍になるとその子・小次郎（後の徳川宗武）に名前が通じると言う事で、「松本幸四郎」と改名した。墓は香取市の善光寺と東京都文京区の栄松院にある。二代目幸四郎（後に四代目市川團十郎）は養子。